# Tiphys

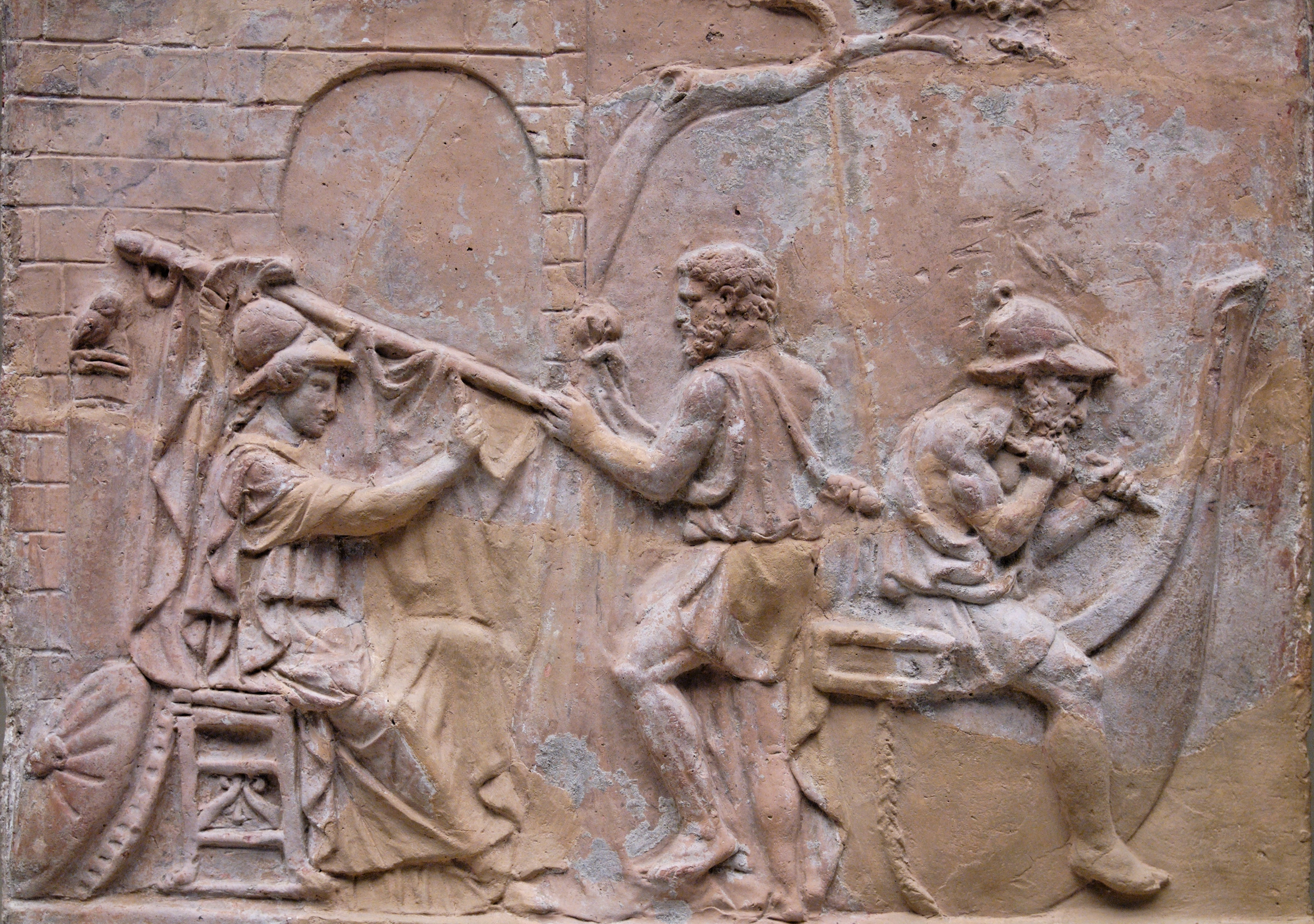
Het bouwen van de Argo met Pallas Athene (links), Tiphys (midden) en Argos (rechts)

Tiphys (Oudgrieks: Τῖφυς) was in de Griekse mythologie de stuurman van de Argo, het schip waarop Jason en de Argonauten hun zoektocht naar het Gulden vlies ondernamen. Hij was de zoon van ofwel Hagnias ofwel Phorbas en Hyrmine uit Boeotië. Tiphys stierf aan de wond van een wild zwijn, waarna het roer werd overgenomen door Ancaeus.